# خوسيه كارلوس سوزا
خوسيه كارلوس سوزا (بالإنجليزية: José Carlos Souza؛ بالبرتغالية: José Carlos Souza) هو سباح أمريكي وبرازيلي، ولد في 3 يوليو 1971 في البرازيل.

## وصلات خارجية
- خوسيه كارلوس سوزا على موقع الاتحاد الدولي للسباحة (الإنجليزية)
- خوسيه كارلوس سوزا على موقع اللجنة الأولمبية الدولية (الإنجليزية)
- خوسيه كارلوس سوزا على موقع أوليمبيديا (الإنجليزية)